# Fagonia microphylla
Fagonia microphylla är en pockenholtsväxtart. Fagonia microphylla ingår i släktet Fagonia och familjen pockenholtsväxter. Inga underarter finns listade i Catalogue of Life.